# 鮈亞科
鮈亞科 是鯉科下的一個單系群亞科，其下包含五個族：Gobionini、Pseudogobionini、Hemibarbini、Coreiini和Sarcocheilichthyini。为小型底栖淡水鱼类。亚洲东部物种最多；亚洲北部、欧洲亦产。